# 欧洲联盟通行證
欧洲联盟通行证是发给欧盟机构公务员的旅行证件，可作为持有人享有外交特权和豁免的证明。 该证件在欧盟所有国家以及其他100多个国家中均有效。 2006年，欧盟委员会签发或续期了2200个通行证，其他机构也可能发布该文件。
当下的签发规范是由欧盟委员会为签发符合ICAO 9303标准的可机读通行证而引入的，现今的版本包括持证人面部和指纹的数字化影像，但不再包含有关地址和外貌描述的信息。

## 历史
欧洲煤钢共同体，欧洲原子能共同体和欧洲经济共同体的建立条约中已经存在发行通行证的规定，并且在1970年代初发行了第一个欧洲共同体通行证。 根据《马斯特里赫特条约》，该名称更名为欧盟通行证。 最初的通行证使用欧共体的所有4种语言（法语，德语，荷兰语和意大利语），但没有英语版本。 随后的扩展将语言的数量更改为目前的24种。

## 外观
该证件包含48页，所有文本都使用所有24种正式语言。
持证人资料页具有视觉可读区域和机器可读区域。视觉区域有持证人姓名、照片等信息，与普通护照非常相似。 该证件未提及护照持有人的国籍和出生地，使用“EUE”作为签发者代码。
- 照片
- 类型（固定为“ PL”）
- 签发机构代码（固定为“EUE”）
- 通行证编号
- 姓
- 名
- 成员组织（EUE，替换一般国民护照的“国籍”栏位）
- 出生日期
- 性别
- 签发日期
- 到期日期
- 签名

与大多数护照类似，欧盟通行证包含以下请求词：
 Authorities of non-EU countries are hereby requested to allow the holder to pass freely without hindrance.
 翻译：特此要求非欧盟国家/地区的当局允许持证人自由通行。